# Орлов, Александр Владимирович (поэт)
Александр Владимирович Орло́в (род. 21 октября 1975, Москва, СССР) — русский поэт, прозаик, публицист, историк.

## Биография
Окончил Литературный институт им. А. М. Горького и Московский институт открытого образования. Директор Международного славянского литературного форума «Золотой Витязь» с 2020 года. Член Литературного форума «Мир слова» Издательского Совета Русской Православной Церкви, Жюри Международного детско-юношеского конкурса имени И. С. Шмелёва «Лето Господне», Жюри Международного открытого конкурса «Просвещение через книгу», Жюри Международного литературного конкурса имени С. Т. Аксакова ИС РПЦ, Совета экспертов Патриаршей литературной премии имени святых равноапостольных Кирилла и Мефодия.
В марте 2022 года подписал обращение в поддержку вторжения России на Украину.
Стихи Орлов публиковались в широком круге изданий: «Берега», «Бийский вестник», «Волга-XXI век»,"Врата Сибири", «Гостиный двор»,"День и ночь", «День Поэзии-XXI век», «Дон», «Дружба народов», «Литературная газета», «Литературная Россия», «Литературная учеба», «Москва», «Наш современник», «Народное образование», «Нижний Новгород»,"Новая Немига Литературная", «Подъем», «Под часами», «Родная Кубань», «Родная Ладога», «Роман-газета», «Север», «Сибирь», «Сибирские огни», «Странник», «Сура», «Человек и закон» и др. Его стихи были переведены на болгарский, испанский, итальянский, сербский, якутский языки.

## Цитаты
В этих стихах улавливается стремление автора, молодого еще человека, слиться с судьбой своего народа, не только исторически, но и личностно осмыслить ее. В связи с этим мне вспоминается указующее высказывание гениального композитора и мудреца Георгия Свиридова об Александре Твардовском: «Полное отсутствие авторского эгоизма. Растворение себя в народной стихии, без остатка. Это достойно лучших мыслей и лучших страниц Льва Толстого — редчайшее качество».
— Владимир Костров, «Дружба Народов» 2019 год

Александр Орлов — исключительно русский поэт (если так можно сказать) не только в религиозном, но и в поэтическом смысле… Поэт русских тем, русских людей и русской земли. Существуют невидимые силы, которые наблюдают за нами из другого мира, и перед ними нельзя осрамиться. Его лирические герои всегда остаются в памяти. Его учитель Владимир Костров называет такой выбор «классическим консерватизмом».
— Владимир Ягличич, «Независимая газета», 2022 год

## Премии и награды
- 2011 — Лауреат Всероссийской премии имени А. П. Платонова номинации «Малая проза» за рассказ «Парабеллум».
- 2012 — Лауреат Всероссийской премии имени Ф. И. Глинки в номинации «Малая Проза» за рассказ «Бородинское крещенье».
- 2014 — Лауреат Всероссийской премии имени С. С. Бехтеева «Вторая Отечественная» в номинации «Публицистика» за статью «Гибель Червонной Руси».
- 2017 — Обладатель «Бронзового Витязя» и специального приза Издательского Совета РПЦ «Дорога к храму» VIII Международного славянского литературного форума «Золотой Витязь» в номинации «Поэзия» за сборник стихов «Разнозимье».
- 2018 — Лауреат XIII Открытого конкурса Издательского Совета РПЦ «Просвещение через книгу» в номинации «Художественная литература» за сборник стихов «Епифань».
- 2018 — Лауреат XVI Всероссийской премии имени Н. С. Лескова «Очарованный странник» в номинации «Поэзия» за сборник стихов «Епифань».
- 2019 — Обладатель «Золотого Витязя» X Международного славянского литературного форума «Золотой Витязь» в номинации «Поэзия» за сборник стихов «Епифань».
- 2019 — Лауреат XIV Открытого конкурса Издательского Совета РПЦ «Просвещение через книгу» в номинации «Лучшее издание по истории Русской Православной Церкви в XX веке и казачеству» за книгу «Во власти Бога».
- 2019 — Лауреат XIII Международной литературной премии «Югра» в номинации «Поэзия» за сборник стихов «Кимера».
- 2020 — Лауреат XVIII Всероссийской премии имени Д. Н. Мамина-Сибиряка в номинации «Поэзия» за сборник стихов «Кимера».
- 2021 — Лауреат XVI Открытого конкурса Издательского Совета РПЦ «Просвещение через книгу» в номинации «Лучшая иллюстрированная книга» за сборник стихов «Кимера».
- 2022 — Лауреат Открытой Филофеевской литературной премии (Открытая литературная премия имени святителя Филофея митрополита Тобольского и Сибирского) за сборник стихов «Ожившее солнце» (2022).
- 2022 — Медаль святителя Филофея Тобольского II степени (№ 71) — Епархиальная медаль Тобольской епархии Русской Православной Церкви.
- 2022 — Медаль святителя Макария просветителя Алтая II степени (№ 401) — Епархиальная медаль Барнаульской епархии Русской Православной Церкви.
- 2022 — Лауреат Открытой Филофеевской литературной премии (Открытая литературная премия имени святителя Филофея митрополита Тобольского и Сибирского) за сборник стихов «Ожившее солнце» (2022).
- 2022 — Лауреат премии имени М.Ю. Лермонтова в номинации: «За достижения в литературном творчестве, получившим общественное признание» за сборник стихов «Кимера».
- 2023 — Лауреат V Всероссийского конкурса «Золотое Звено» в номинации «Проза», проводимого Информационным агентством «Литературная газета» при поддержке ОАО «РЖД».
- 2024 — Медаль «Михаил Лермонтов» Международной Лермонтовской премии в области литературы за красоту творчества и высокие принципы гражданской ответственности.
- 2024 — Лауреат XXV Купринского конкурса «Гранатовый браслет» в номинации «Литература, малый эпический жанр: рассказ, очерк, эссе».
- 2024 — Лауреат Открытого конкурса ИС РПЦ "Новая библиотека" в номинации имени Ф.М. Достоевского за сборник рассказов "Купель покаяния".
- 2025 — Знак Отличия «ЗА ЗАСЛУГИ» Министерства Обороны Российской Федерации.

### Интервью
- https://litrossia.ru/item/6313-oldarchive/
- http://litrossia.ru/item/9613-aleksandr-orlov-v-voprosakh-istorii-ya-bezumno-lyubveobilen-intervyu/

### Рецензии
- https://www.ng.ru/ng_exlibris/2015-11-26/6_shulakov.html
- https://www.ng.ru/ng_exlibris/2015-08-20/6_shulakov.html
- https://lgz.ru/article/-38-6526-30-09-2015/bol-pravdy/
- https://reading-hall.ru/publication.php?id=13522